# Stari Trg
Stantërg en albanais et Stari Trg en serbe latin (en serbe cyrillique : Стари Трг) est une localité du Kosovo située dans la commune/municipalité de Mitrovicë/Kosovska Mitrovica et dans le district de Mitrovicë/Kosovska Mitrovica. Selon le recensement kosovar de 2011, elle compte 1 042 habitants.

## Histoire
Sur le territoire du village se trouve le site de la mine médiévale de Stara Trepča, également connue sous le nom de « mine de Stari Trg » ; elle a été en activité du XIIIe siècle au XVe siècle. L'église latine, également appelée « Saška ckrva », a été construite au XIIIe siècle. Ces deux ensembles sont mentionnés par l'Académie serbe des sciences et des arts ; le dernier est inscrit sur la liste des monuments culturels du Kosovo.

## Démographie

### Évolution historique de la population dans la localité
| 1948  | 1953  | 1961  | 1971  | 1981  | 1991 | 2011  |
| ----- | ----- | ----- | ----- | ----- | ---- | ----- |
| 1 651 | 1 717 | 1 511 | 1 556 | 1 490 | 813  | 1 042 |

|  |

### Répartition de la population par nationalités (2011)
En 2011, les Albanais représentaient 99,33 % de la population.